# むらさきの夜明け
『むらさきの夜明け』（むらさきのよあけ）は、美空ひばりのシングル。1968年1月5日に日本コロムビアから発売された。
　

## 概要
- A面『むらさきの夜明け』は、前年の『真赤な太陽』に続くグループ・サウンズ調の楽曲[2]で、津々美洋とオールスターズ・ワゴンが演奏した。この曲は前年に東京労音主催で開催されたひばり芸能生活20周年記念リサイタルで初披露されたが、その時の歌詞はレコード盤と一部が異なっている。
- B面『思い出と一人ぼっち』は、ひばりの実弟であるかとう哲也（当時は「小野透」名義」）の作曲家としてのデビュー作であり、サックスが強烈にブローした仕上がりになっている[2]。
- ひばり自身、オリコンチャート上ではシングル売上14万枚を超えるヒット曲となった[3]が、その後のヒットは1980年『おまえに惚れた』まで待たねばならなかった。

## 収録曲
1. むらさきの夜明け
  - 作詞：吉岡治、作曲：原信夫、編曲：森岡賢一郎
2. 思い出と一人ぼっち
  - 作詞・作曲：小野透、編曲：佐伯亮